# Saxifraga churchilli
Saxifraga churchilli är en stenbräckeväxtart som beskrevs av Rupert Huter. Saxifraga churchilli ingår i Bräckesläktet som ingår i familjen stenbräckeväxter. Inga underarter finns listade i Catalogue of Life.